# Rotimi
Pour les articles homonymes, voir Rotimi (homonymie).
Olurotimi Akinosho, connu professionnellement sous le nom de Rotimi, est un acteur et chanteur nigériano-américain, né le 30 novembre 1988. Il est connu pour son rôle de Darius Morrison dans la série Boss, de la chaîne américaine Starz, et joue le rôle principal d’Andre Coleman dans la série Power.

## Enfance et éducation
Rotimi est né à Maplewood (New Jersey), de parents nigérians. Son père est un banquier d'investissement d'origine yoruba, et sa mère, d'origine igbo , travaillait pour le gouvernement. Il a fait ses études à la Columbia High School (en), où il s'est distingué au sein de l'équipe de basket-ball universitaire et de la chorale d'honneurs. Il a poursuivi ses études à l'université Northwestern et a obtenu un baccalauréat en communication avec une mineure en affaires en 2010. 

## Carrière
Pour sa première expérience en tant qu'acteur, Rotimi a participé à une audition et a par la suite obtenu son premier rôle, Darius Morrison, un trafiquant de drogue, dans Boss. Rotimi est également apparu dans trois épisodes de Betrayal de ABC. 
Rotimi a fait ses débuts sur grand écran dans le film Black Nativity (2013). Il a ensuite joué dans Imperial Dreams au Festival du film de Sundance en 2014, qui a ensuite remporté le prix « Best of Next ». 
Rotimi est ensuite apparu dans le film à succès Divergente (2014). En 2016, Rotimi a également joué dans le film Deuces, aux côtés de Lance Gross et Larenz Tate. 
Il a été ajouté au casting de la série télévisée Power de Starz comme habitué des séries, dans le rôle d'Andre Coleman, le jeune protégé du personnage Ghost. Rotimi joua également un rôle récurrent dans Battle Creek dans le rôle de Danny. 

### Musique
Artiste de R & B contemporain, Rotimi a publié deux mixtapes numériques, intitulées The Resume (8 mars 2011) [réf. nécessaire]   et pendant que vous attendez (30 novembre 2011) [réf. nécessaire] . Ses vidéos ont été présentées sur des médias de divertissement internationaux et américains, notamment MTV, MTV Base et VH1 Soul[réf. nécessaire]. 
Rotimi a joué sur scène, avec Jennifer Hudson, TI, Estelle et NERD ; il a également joué dans les émissions 106 et Park de BET et est apparu dans le clip Trust and Believe de la chanteuse de R & B Keyshia Cole en tant que petit ami infidèle de Cole. 
Rotimi a obtenu un classement musical avec « I'm the One » diffusé dans le premier épisode de Boss. En 2015, le rappeur américain et producteur exécutif de Power, 50 Cent a signé Rotimi sous son label, G-Unit Records . Il a également sorti son premier single G-Unit Lotto avec 50 Cent. 
En 2016, Rotimi a sorti Doin it, un extrait de son projet à 5 pistes, Summer Bangerz. En 2017, il a sorti son premier EP intitulé Jeep Music Vol.1.
En 2019, il a sorti un single intitulé Love riddim qui a attiré l'attention aussi bien de vieux fans que de nouveaux[Quoi ?]. 

### Mode
Rotimi est l'image publicitaire de la campagne printemps/été 2012 de la marque de vêtement AKOO Clothing, du rappeur TI, le 2 avril 2012 ,,,,

## Filmographie
| Année | Titre                       | Rôle                     | Remarques       |
| ----- | --------------------------- | ------------------------ | --------------- |
| 2013  | Black Nativity              | Officier Butch McDaniels |                 |
| 2014  | Divergent                   | Esdras                   |                 |
| 2015  | Le plus sombre avant l'aube | Manny                    | Court métrage   |
| 2017  | Rêves impériaux             | Wayne                    |                 |
| 2017  | Sables Ardents              | Edwin                    |                 |
| 2017  | Deuces                      | Visage                   |                 |
| 2018  | Actes de violence           | Franc                    |                 |
| 2020  | À venir 2 Amérique          |                          | Post-production |

| Année       | Titre                    | Rôle                | Remarques             |
| ----------- | ------------------------ | ------------------- | --------------------- |
| 2011        | Cooper et Stone          | Ty                  | Pilote invendu        |
| 2011-12     | Patron                   | Darius Morrison     | 18 épisodes           |
| 2013        | Trahison                 | Lil 'D              | 3 épisodes            |
| 2015        | Battle Creek             | Danny               | 2 épisodes            |
| 2015 – 2019 | Power                    | Andre 'Dre' Coleman | Saison 2 à 6          |
| 2017        | Expérience BET           | Hôte                | Spécial télévision    |
| 2018        | New York, unité spéciale | Malik Williams      | saison 19, épisode 21 |

## Tournées
- Don't Matter Tour (avec August Alsina ) (2017)